# ロッツ・カーロイ
ロッツ・カーロイ（Lotz Károly、ドイツ語名:Karl Anton Paul Lotz、1833年12月16日 - 1904年10月13日）はドイツ生まれのハンガリーの画家である。

## 略歴
ヘッセン大公国のバート・ホムブルク・フォア・デア・ヘーエで生まれた。父親はヘッセン＝ダルムシュタット方伯一族の侍従長を務めたドイツ人で、1817年にハンガリーで、薬剤師の娘と知り合い1820年に結婚した。末子のロッツ・カーロイを含む8人の子供が生まれた。1837年に父親が亡くなった後、4歳のロッツ・カーロイとその兄弟は母親とハンガリーのペシュトに移った。
ペシュトの学校で学び、絵の修行を始め、ブダペストに最初に絵画学校を開いたベネツィア出身の画家、ジャコブ・マラストーニ (Jakab Marastoni: 1804-1860) の私立美術学校で学び、ブダペストの画家、ウェベル・ヘンリック (Weber Henrik: 1818–1866) にも学んだ。
ウィーンに移り、歴史画家のカール・ラールに学んだ。カール・ラールの助手として、多くの装飾画を描いた後、独立し、ハンガリーの風景画を描き、ブダペストのハンガリー国立博物館やハンガリー国会議事堂、ハンガリー国立歌劇場、聖イシュトヴァーン大聖堂などの壁画、装飾画を描いた。
画家のヤコベイ・カーロイ (Jakobey Károly: 1826-1891) の妻、オーノディ・アンナと1885年から同棲した。1890年にアンナの離婚が成立し、1891年にヤコベイ・カーロイが亡くなった後、結婚した。
1882年からブダペストの美術学校で教授を務め、女性のための美術学校の校長も務めた。
1896年にムンカーチ・ミハーイとジュラ・ベンツールとともにハンガリー聖イシュトヴァーン勲章 (Magyar Királyi Szent István-rend) を受勲した。1904年にブダペストで没した。

## 作品

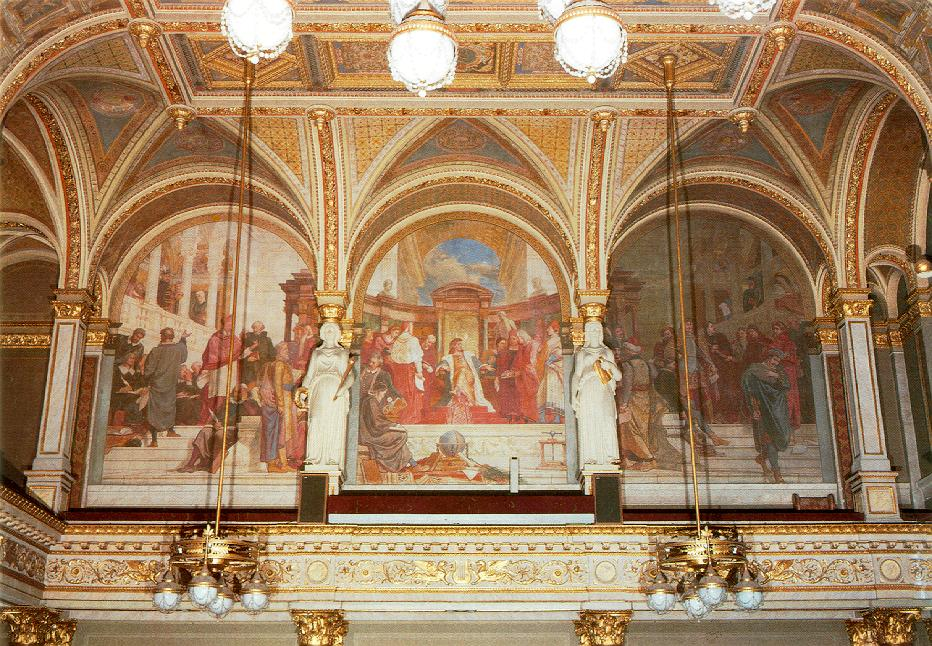
[[]]ハンガリー科学アカデミーの壁画
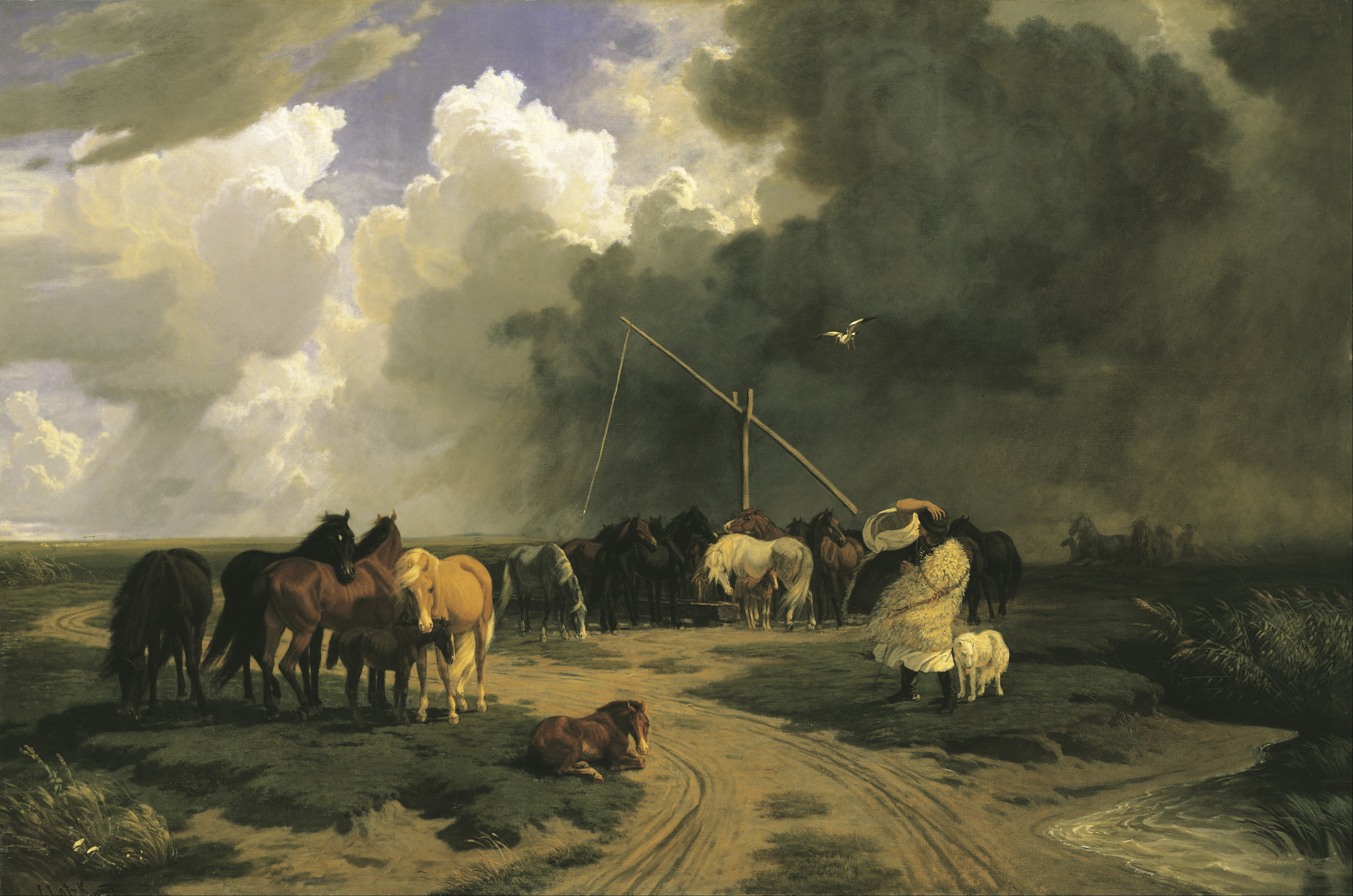
大雨の中の馬
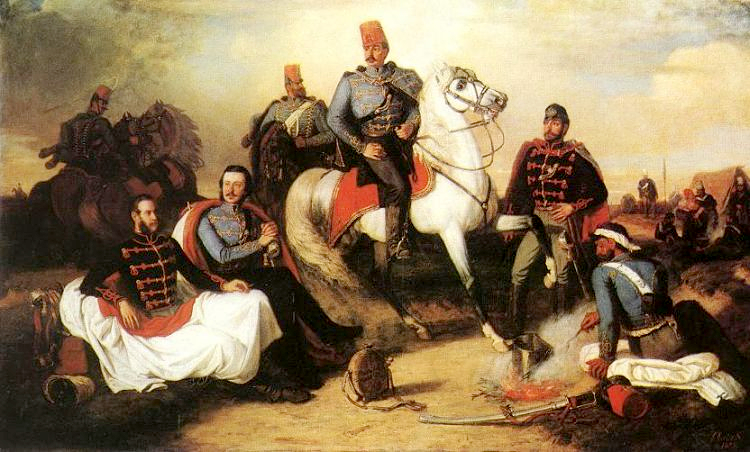
ハンガリー騎兵（ユサール）のキャンプ

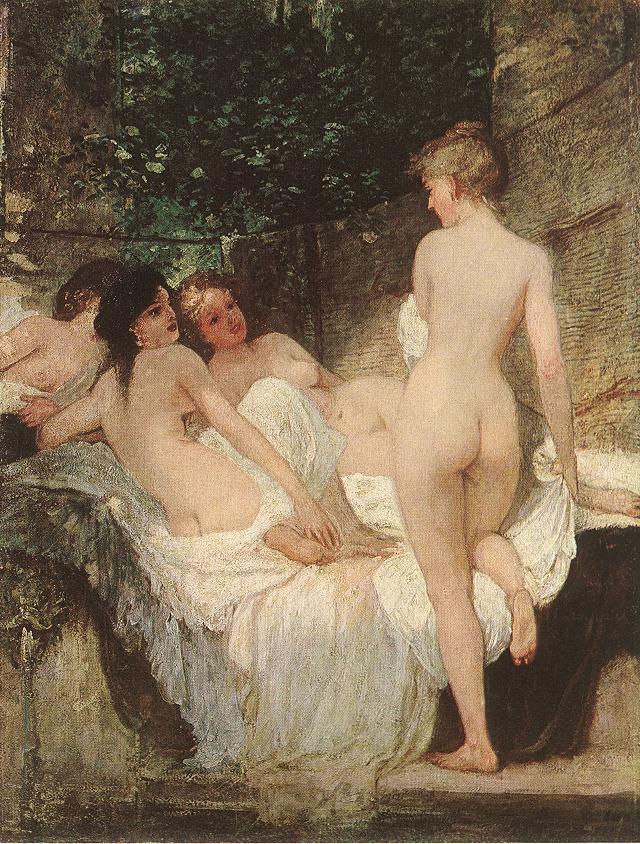
水浴の後
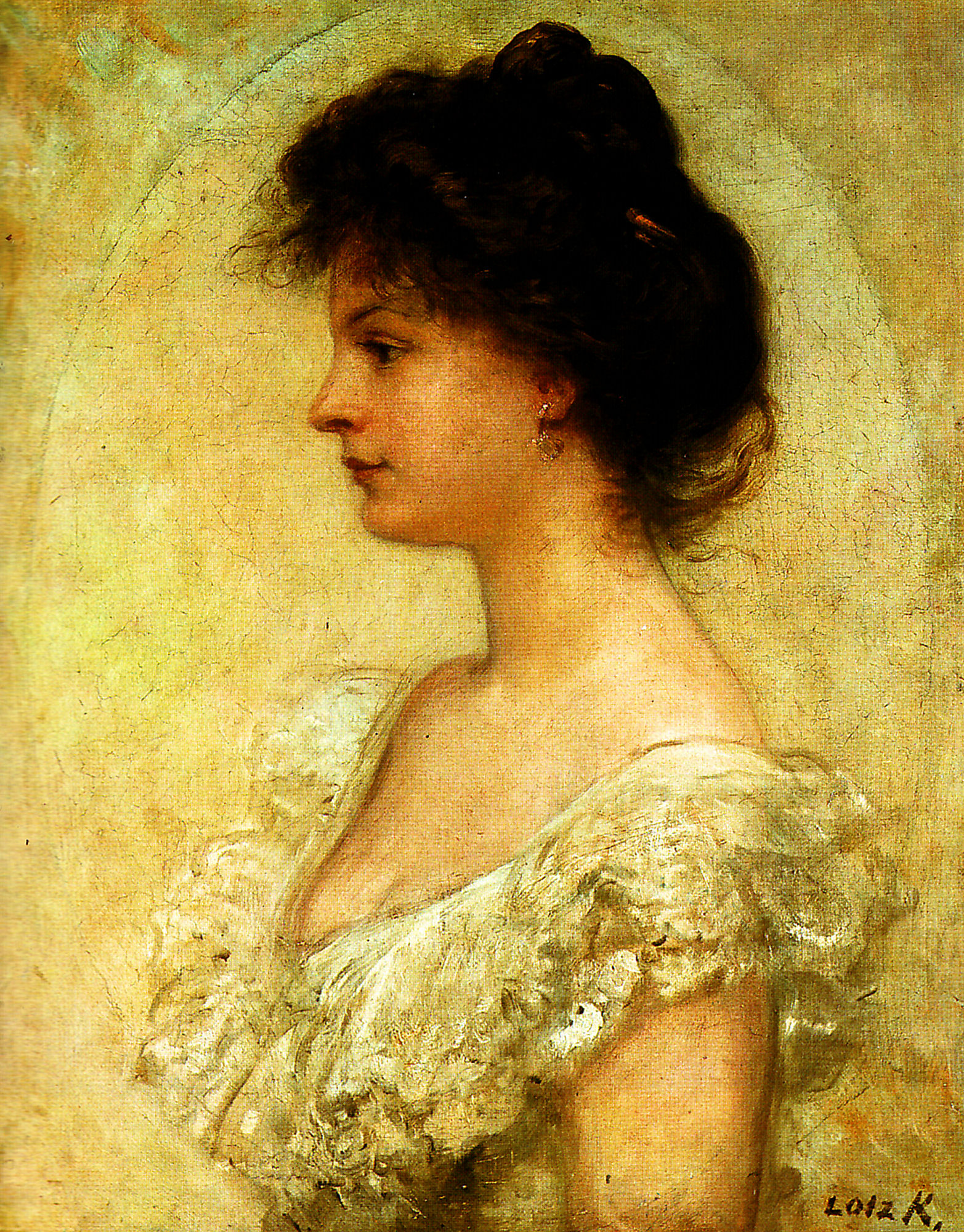
Kornélia Lotzの肖像
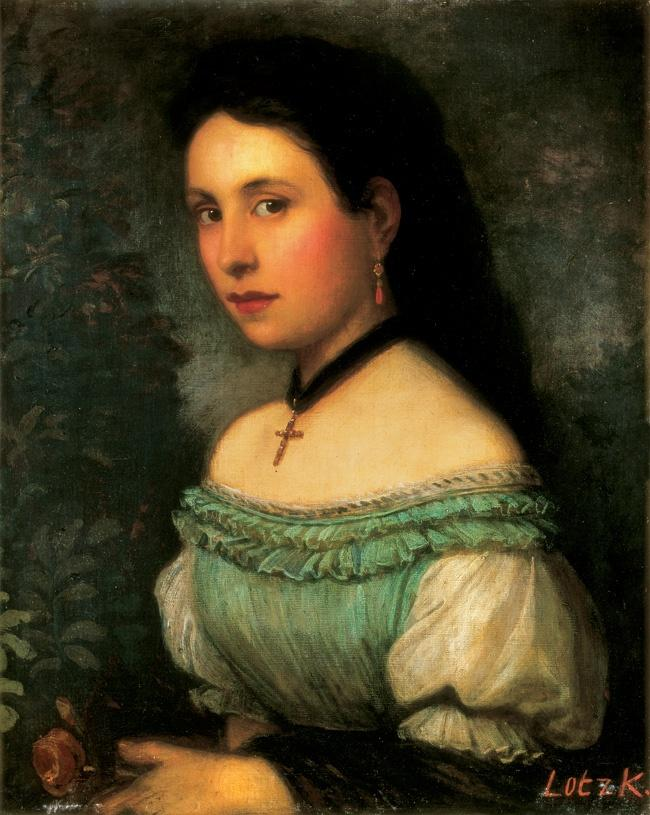
Young Girl with Coral Earrings
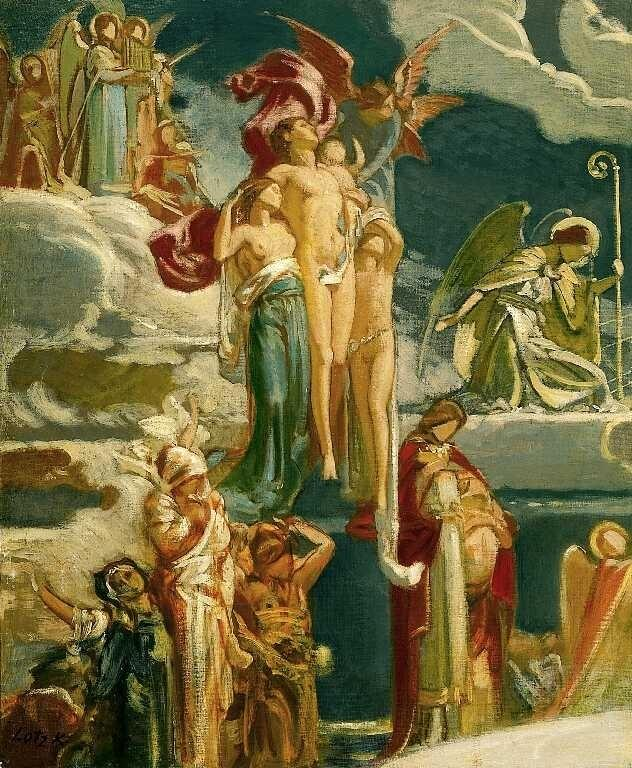